# Јоносферска муња
Јоносферска муња или горње-атмосферска муња су појмови који се односе на породицу краткотрајних појава електромагнетног пражњења, које се појављују изнад надморске висине нормалних муња и олујних облака. Верује се да је горња атмосферска или јоносферска муња електромагнетно индукована форма луминозне плазме. Познат је и под термином краткотрајни светлосни догађај (енгл. transient luminous event ТЛЕ), јер различити типови феномена електричног пражњења у горњој атмосфери немају неке карактеристике познатијих тропосферских муња

## Карактеристике
Постоји неколико типова ТЛЕ, најчешћи су то појаве познате као вилењаци, где је најпознатији Црвени вилењак. То су бљескови јарко црвеног светла које се појављују изнад система олуја. Када показују репове, називају се "шаргарепе". Други типови ТЛЕ-ова укључују ореоле, ватрењаке, плаве млазове, гигантске млазнице, плаве вилењаке и ЕЛВЕС-ове. Акроним ЕЛВЕС (енгл. Emission of Light and Very Low Frequency perturbations due to Electromagnetic Pulse Sources “Емисија светлости веома ниске фреквенције из електромагнетних импулсних извора”) односи се на појединачни догађај који се обично сматра као множина. ТЛЕ су секундарни феномени који се јављају у горњој атмосфери у вези са подземном муњом.
ТЛЕ обично трају од мање од милисекунде до више од 2 секунде. Први видео снимак ТЛЕ снимљен је 6. јула 1989. године. Истраживач РЦ Франц је поставио камеру да сними будуће лансирање ракете и усмерио камеру да види ноћно небо у зениту како би снимио слике звезда и или шта год се појавило. Оставио је камеру да ради током ноћи. Следећег јутра, када је видео приказан, било је 2 вертикалне слике, које су се појављивале у само два кадра филма. 21. октобра исте године ТЛЕ-ови су снимљени током орбита 44 и 45. ТЛЕ-ови су ухваћени различитим оптичким системима за снимање, а укупан број укупно забележених догађаја процењен је на више десетина милиона. Глобална стопа појаве ТЛЕ је процењена са сателита (ФОРМОСАТ-2) на неколико милиона догађаја годишње.

## Историја
Током 1920-их, шкотски физичар Ц.Т.Р. Вилсон је предвидео да би електрични пробој требало да се догоди у атмосфери високо изнад великих олуја. У наредним деценијама, пилоти авиона су пријавили електричниа пражњења на великим висинама, али су те појаве одбацивали метеоролози, све док први директни визуелни докази нису били документовани 1989. године. Термини црвени духови и плави млазови стекли су популарност након што је видео снимак објављен након истраживачке кампање летилице за проучавање духова 1994. године. 

## Ватрењаци
Ватрењак (енгл. Sprite) настаје на висини од око 70 км (мезосфера) као краткотрајна светлосна појава у облику ватрених пламенова усмерених према доле. Појава може досезати 90-100 км, дакле све до јоносфере. То је појава првенствено црвене боје из чијег горњег дела се издвајају огранци попут пламенова спуштајући се у ниже слојеве чак до 25-30 км у стратосферу, и при том постају плавкасто обојени. Ватрењаке производи грмљавински облак изузетно јаких електричних пражњења према тлу и обично се јављају заједно. Ватрењаци су већином удружени са снажним позитивним електричним пражњењима између облака и тла, што нагло јача електрично поље у средњој атмосфери над облаком, изнад граничне вредности диелектричног помераја за атмосферу. Изнад грмљавинског облака настаје огромна електрична искра (на висини око 70 км), чији се јонизовани канали, попут снопа нити, шире у више и ниже слојеве. Ватренњаци нису попраћени гласном грмљавином, али могу произвести звучне таласе врло ниских фреквенција (око 1 Хз) на које људско ухо није осетљиво. Ти инфразвучни сигнали се могу детектовати посебним пријамницима и на великој удаљености од извора. Феномен је назван по несташном вилењаку из Шекспирових дела. Обично су обојени црвенкасто-наранџастом или зеленкасто-плавом бојом, са висећим витицама испод и искривљеним гранама изнад. Може им претходити црвенкаста ауреол.

## Вилењаци
Вилењак, настаје као светлосна појава црвене боје, прстенастог облика на висини 90–100 км и која се док траје може ширити тако да поприма чак неколико стотина километара. Вилењаци су производ изузетно јаког електромагнетног импулса са снажним електричним пражњењем у грмљавинском облаку. Снажан импулс напредује према већим висинама и при том изазива светлуцање молекула у околној атмосфери. Појава траје још краће од ватрењака, свега неколико хиљадитих делова секунде. Ову појаву је тешко уочити голим оком. Из сателита је утврђено гама зрачење у атмосфери изнад грмљавинских облака, које је вероватно изазвано међуделовањем импулса електромагнетног поља са космичким зрачењем.

## Плави млазови
Иако се млазнице сматрају типом горње атмосферске муње, откривено је да су они саставни делови тропосферске муње и врста испуста облака у атмосферу који започиње унутар олује и путује према горе. Насупрот томе, други типови ТЛЕ нису електрично повезани са тропосферском муњом - упркос томе што их је она покренула. Два главна типа млазница су плави млазови и гигантски млазови. Плави стартери се сматрају слабијим обликом плавих млазова.
Верује се да су плави млазови иницирани као "нормална" пражњења муње између горњег подручја позитивног набоја у олујном облаку и негативног "слоја за пробирање" присутног изнад овог подручја набоја. Верује се да је њихова боја последица низа плавих и скоро ултраљубичастих емисија из неутралног и јонизованог молекуларног азота. Они су први пут снимљени 21. октобра 1989. године, на монокромном видео снимку олује на хоризонту преузетој из спејсшатла који је прешао преко Аустралије. Плави млазови се јављају много ређе од вилењака. До 2007. године добијено је мање од стотину слика. Већина ових слика, које укључују прву слику у боји, повезане су са једном грмљавином. Они су узети у низу летова из 1994. године да би се проучавали ватрењаци и вилењаци. 

## Плави стартери
Плави стартери су откривени на видео снимцима из ноћног истраживачког лета око грмљавинских олуја и описује се као "блистави феномен који се помера према горе и који је блиско повезан са плавим млазовима." Чини се да су краћи и светлији од плавих млазова, достижући висину до 20 км. 

## Гигантски млазови
Верује да плави млазови настају између горњег подручја позитивног набоја и негативног слоја, непосредно изнад овог подручја, а да гигантски млазови настају између горњих позитивних и доњих негативних подручја набоја у облаку. Гигантски млазови досежу веће висине од плавих млазова, а горњи део млаза мења боју из плаве у црвену.
Дана 14. септембра 2001, научници у опсерваторији Арекибо фотографисали су гигантски малз - двоструко већи од оних који су претходно посматрани - и достигли око 70 km (43 mi) у атмосферу. Млаз се налазио изнад грмљавине изнад океана и трајао је мање од секунде. Првобитно је уочено да се млаз кретао брзином од око 50.000 м/с брзином сличном типичној муњи, повећаној на 160.000, а затим 270.000 м/с, али се затим поделио на два дела и убрзао брзином од најмање 2.000.000 m/s у јоносферу, где се онда раширила у светлост.
Дана 22. јула 2002, пет гигантских млазова између 60—70 km (37—43 mi) у дужини је посматрано преко Јужнокинеског мора у Тајвану. Млазови су трајали испод једне секунде, са облицима који су истраживачи упоредили са дивовским дрвећем и шаргарепом. 
Дана 10. новембра 2012. године, Кинески научни билтен је објавио гигантски млазни догађај забележен током грмљавине у континенталној Кини 12. августа 2010. 
Дана 2. фебруара 2014, опсерваторија Оро Верде у Аргентини пријавила је десет или више гигантских млазних догађаја забележених током грмљавине на југу Ентре Риоса. Центар за олују се налазио у близини града Росарио.
Дана 13. августа 2016, фотограф Фебе Пан ухватио је јасну широкопојасну фотографију гигантског млаза на широкопојасном објективу док је снимао Персеид метеоре на врху Схи Кенг Конг у провинцији Гуангдонг и Ли Хуалонг је ухватио исти млаз из удаљенија локација у Јиахе, Хунан, Кина.
Дана 28. марта 2017., фотограф Џеф Мајлс је ухватио четири гигантска млаза преко Аустралије.

## ЕЛВЕС
ЕЛВЕС (енгл. Emission of Light and Very Low Frequency perturbations due to Electromagnetic Pulse Sources “Емисија светлости веома ниске фреквенције из електромагнетних импулсних извора”) се често појављују као дим, спљоштен, експанзиван сјај око 400 км у пречнику који траје, обично, само једну милисекунду. Они се јављају у јоносфери 100 км изнад тла преко олује. Њихова боја је неко време била загонетка, али се сада сматра да је црвена боја. ЕЛВЕС су први пут забележени у другој мисији шатла, овога пута снимљеној у Гвајани 7. октобра 1990.
ЕЛВЕС је акроним за емисије светлосних и веома ниских фреквенција услед електромагнетних импулсних извора. Ово се односи на процес којим се генерише светлост; ексцитација молекула азота услед судара електрона (електрони су вероватно били под напоном електромагнетног пулса изазваног пражњењем од олује из нижих слојева атмосфере).